# Theo Doyer
Jan Jacob Theodoor „Theo” Doyer (ur. 29 grudnia 1955 w Amsterdamie, zm. 10 listopada 2010 w Santpoort-Zuid) – holenderski hokeista na trawie, wielokrotny reprezentant kraju, mistrz Europy, olimpijczyk.
Grał jako napastnik. Reprezentował barwy narodowe w latach 1975–1988, zagrał w 182 meczach międzypaństwowych, zdobył w nich 44 bramki. Dwukrotnie wystąpił na igrzyskach olimpijskich: w Montrealu w 1976 (4. miejsce) i Los Angeles w 1984 (6. miejsce). Również dwukrotnie jako reprezentant Holandii był mistrzem Europy (w obu przypadkach Holendrzy sięgali po tytuł po serii rzutów karnych: w 1983 po finale ze Związkiem Radzieckim, w 1987 z Anglią). W 1978 na Pucharze Świata w Argentynie (turniej odpowiadający rangą mistrzostwom świata) był w składzie ekipy wicemistrzowskiej (porażka finałowa z Pakistanem). W 1981 grał w reprezentacji, która wygrała prestiżowy turniej Champions Trophy.
Przez większość kariery związany był z klubem HC Bloemendaal, z którym u schyłku kariery zdobył kilka tytułów mistrza Holandii (1986, 1987, 1988, 1989).